# Karl Saller

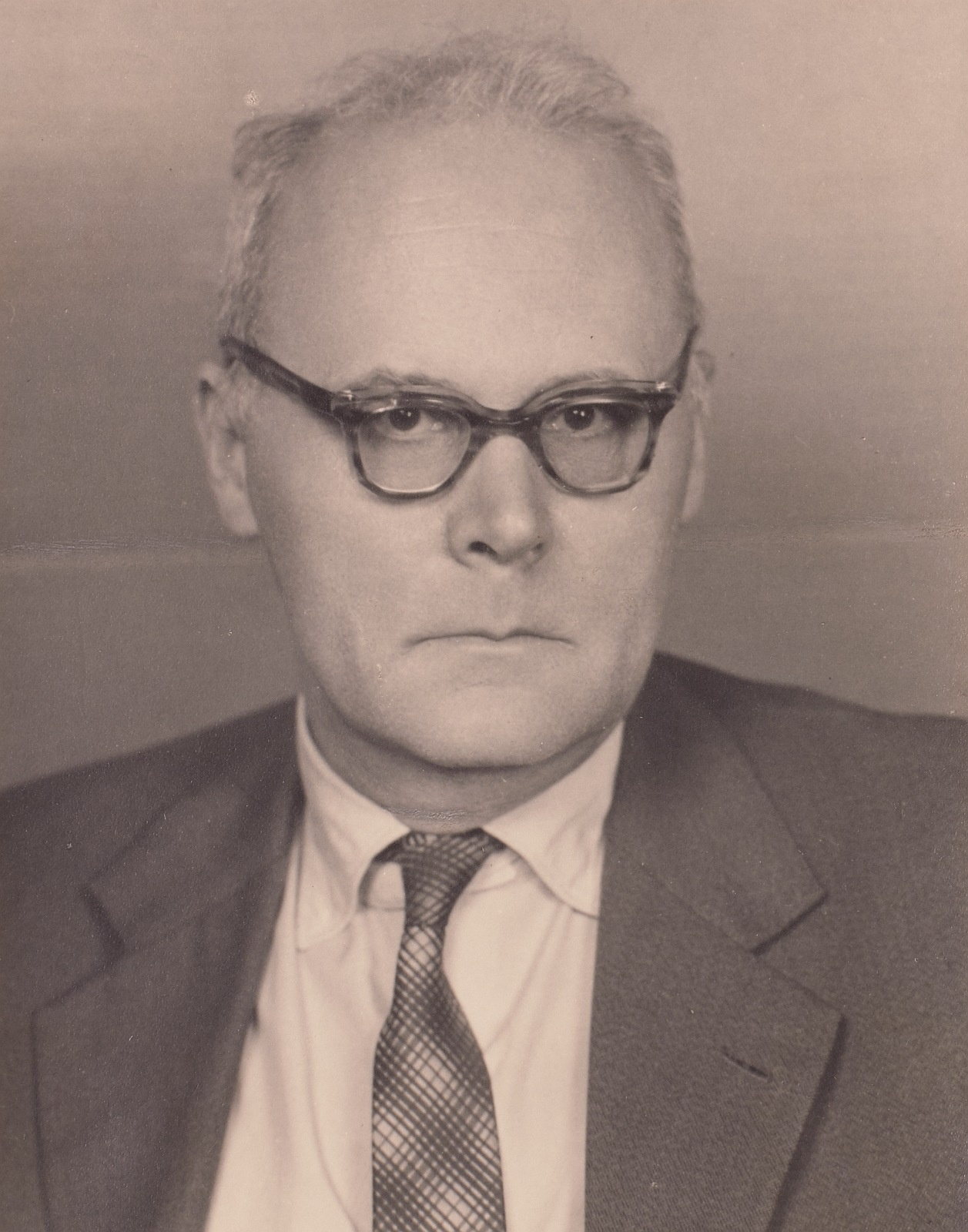
Karl Saller (1959)

Karl Felix Saller (* 3. September 1902 in Kempten (Allgäu); † 15. Oktober 1969 in München) war ein deutscher Anthropologe und Arzt. Er leistete Beiträge zur Rassentheorie, Konstitutionsforschung und Humangenetik.

## Leben
Karl Saller besuchte Schulen in Nürnberg sowie in Regensburg und studierte anschließend Naturwissenschaften und Medizin an der Universität München, wo er 1923 die ärztliche Vorprüfung ablegte. Während seines Studiums wurde er Mitglied des AGV München. 1924 wurde er an der naturwissenschaftlichen Fakultät der Universität München im Fach Anthropologie mit einer Arbeit über das Haarpigment bei Mischlingspopulationen zum Dr. phil. und 1926 an der Medizinischen Fakultät mit seiner Dissertation über die Beziehungen zwischen Keimdrüsenfunktion und Skelettmorphologie zum Dr. med. promoviert. Seine akademischen Lehrer in München waren vor allem der Anthropologe Rudolf Martin (1864–1925) und der Anatom Benno Romeis. Anschließend arbeitete er in München als Assistent an der Anthropologischen Staatssammlung. Danach wurde er Wissenschaftlicher Assistent am Anthropologischen Institut der Universität Kiel, wo er sich an der Medizinischen Fakultät 1927 für das Fach Anthropologie habilitierte. Im Jahr 1929 erfolgte eine Umhabilitation an die Universität Göttingen, wo er als Assistent und Privatdozent für Anthropologie am Anatomischen Institut arbeitete. In diesem Zusammenhang führte er in den Jahren 1929/1930 „rassekundliche Messungen“ des menschlichen Schädels in den damaligen ostfriesischen Kreisen Wittmund, Emden und Norden durch. Ziel war es, die „rassische Zusammensetzung der ostfriesischen Bevölkerung“ zu erforschen.
Saller sah menschliche „Rassen“ als biologische Einheiten an, die in Wechselwirkung zwischen Erbe und Umwelt in stetiger Umwandlung begriffen seien. Wie Friedrich Merkenschlager und Walter Scheidt vertrat er einen dynamischen Rassenbegriff. Saller wurde Mitglied der NSDAP. Wegen seiner Ablehnung der nationalsozialistischen Rassenlehre, die im Gegensatz zu seinen Ansichten auf starren Typologien beruhte, wurde ihm 1933 ein Redeverbot erteilt und zum 14. Januar 1935 durch Reichsminister Bernhard Rust die Lehrbefugnis gemäß § 18 der Reichshabilitationsordnung entzogen. Daraufhin gründete er 1937 mit seiner Frau Herta Saller (1910–1999) in Badenweiler das Privatsanatorium Saller als Sanatorium für innere Erkrankungen und praktizierte dort.
Im Zweiten Weltkrieg war Karl Saller als Truppenarzt eingesetzt. Nach Kriegsende erfolgte 1946 seine Rehabilitation durch die Medizinische Fakultät in Göttingen, und Saller habilitierte sich an der Medizinischen Fakultät der Ludwig-Maximilians-Universität in München für das Fach Anatomie einschließlich Anthropologie und Konstitutionslehre um. Er wurde ärztlicher Direktor des Robert-Bosch-Krankenhauses (RBK) in Stuttgart, wo er sich aber bald, unter anderem aufgrund steigender Zahl akut kranker Patienten, von der dort vorrangig praktizierten homöopathischen Behandlung abwandte. Er wurde 1949 entlassen, weil es „mangelnde Übereinstimmung zu grundsätzlichen ärztlichen Fragen gegeben habe“, das „Vertrauensverhältnis zwischen Saller und dem RBK erschüttert sei“ und „Saller ohne Zustimmung eine Professur in München angenommen habe“.
Ab 1948 lehrte Karl Saller als Nachfolger Theodor Mollisons und ordentlicher Professor für Anthropologie und Humangenetik an der Universität München in der Naturwissenschaftlichen Fakultät. Er baute in den folgenden Jahren das in der Richard-Wagner-Straße gelegene Institut mit der Anthropologischen Staatssammlung und der im Krieg vernichteten Bibliothek neu auf.
1947 war Saller Schriftleiter der Zeitschrift Hippokrates – Zeitschrift für praktische Heilkunde. 1946 hatte er sich in dieser Zeitschrift zum „anorganischen Vitamin“ Fluor geäußert, das im Roggenmehl und nicht im Weizenmehl vorkomme. In den 1950er Jahren wandte er sich verstärkt ernährungswissenschaftlichen Fragen zu. Am 8. April 1951 hielt er auf der Bionomischen Vortrags- und Arbeitswoche 1951 für Volksgesundheit und Nahrungserzeugung in Tutzing einen Vortrag zum Thema „Biologischer Nahrungswert, Ernährungsphysiologie und Heilfaktor.“  Als Vorsitzender des Bundesverbands deutscher Ärzte für Naturheilverfahren organisierte er in Zusammenarbeit mit der Gesellschaft für Ernährungsbiologie und der Interessengemeinschaft für Ernährung (Vorsitzender: Wilhelm Heupke) einen Ernährungskongress in München (Gesundes Land – Gesundes Leben, vom 22. bis 25. September 1952). Dort nahm das Thema Zahnkaries einen breiteren Raum ein, weil sich hier Zusammenhänge mit der Ernährung sowohl als Ursachen wie auch als Präventionsoptionen (z. B. Fluorid-Anwendung) zahlenmäßig präsentieren lassen.  Während sich Saller zwar zur Zivilisation und denaturierten Kost äußerte, wandte er sich gegen ein Zurück zur Natur, weil es „nach dem Wesen des Menschen und im heutigen Stadium der Entwicklung von Kultur und Zivilisation ein solches Zurück nicht mehr gibt, sondern die Devise heute nur 'Mit der Natur weiter in der menschlichen Kultur' lauten kann.“ Am Ende des Münchner Ernährungskongresses wurde eine Resolution gefasst, die die Zusammenarbeit der beteiligten Gesellschaften beschwor, die dann die Deutsche Gesellschaft für Ernährung gründeten. Saller gehörte dem Kuratorium der 1959 gegründeten Deutsch-Israelischen Studiengruppe München an.
Karl Saller war Vater von vier Kindern.

## Schriften
Karl Saller schrieb mehrere Bücher und veröffentlichte fast 400 Arbeiten in Zeitschriften.
- Die Entstehung der „nordischen Rasse“. Habilitationsschrift.[26] Veröffentlicht In: Zeitschrift für Anatomie und Entwicklungsgeschichte. 83, 4 (1927), S. 411–590.
- Leitfaden der Anthropologie. Springer, Berlin 1930.
- Einführung in die menschliche Erblichkeitslehre und Eugenik. Springer, Berlin 1932.
- Thyreotoxikose, Basedow und Kropf. Haug, Berlin–Saulgau 1948
- Kampf dem Hunger. Eine Aussprache. Hippokrates, Stuttgart 1948
- Art- und Rassenlehre des Menschen. Schwab, Stuttgart 1949.
- Angewandte Anthropologie. Schwab, Stuttgart 1951.
- Volksmedizin und ausserschulgemässe diagnostische und therapeutische Methoden. Haug, Saulgau 1951.
- (Hrsg.): Gesundes Land – Gesundes Leben. 22 Vorträge einer gemeinsamen Tagung von Landwirten, Biologen und Ärzten. Pflaum, München 1953
- Lehrbuch der Anthropologie in systematischer Darstellung. Begründet von Rudolf Martin. G. Fischer, Stuttgart 1956–1966.
- Das Menschenbild der naturwissenschaftlichen Anthropologie. Dobbeck, Speyer, München 1958.
- Die Rassenlehre des Nationalsozialismus in Wissenschaft und Propaganda. Progress, Darmstadt 1961.
- (Hrsg.): Das Geheimnis der Menschwerdung. Unter Mitarbeit von Heinz Mergarten. Schmitz, München 1964.
- (Hrsg.): Sexualität heute. Nymphenburger Verlagshandlung, München 1967.
- (Hrsg.): Rassengeschichte der Menschheit. Oldenbourg, München, Wien 1968.
- (Hrsg.): Ganzheitsmedizin und Naturheilverfahren. Günther, Stuttgart 1968.
- Rassengeschichte des Menschen. Kohlhammer, Stuttgart u. a. 1969.